# Reversopelma petersi
Reversopelma petersi là một loài nhện trong họ Theraphosidae.
Loài này thuộc chi Reversopelma. Reversopelma petersi được Joachim Schmidt miêu tả năm 2001.